# Stanisław Kuszewski

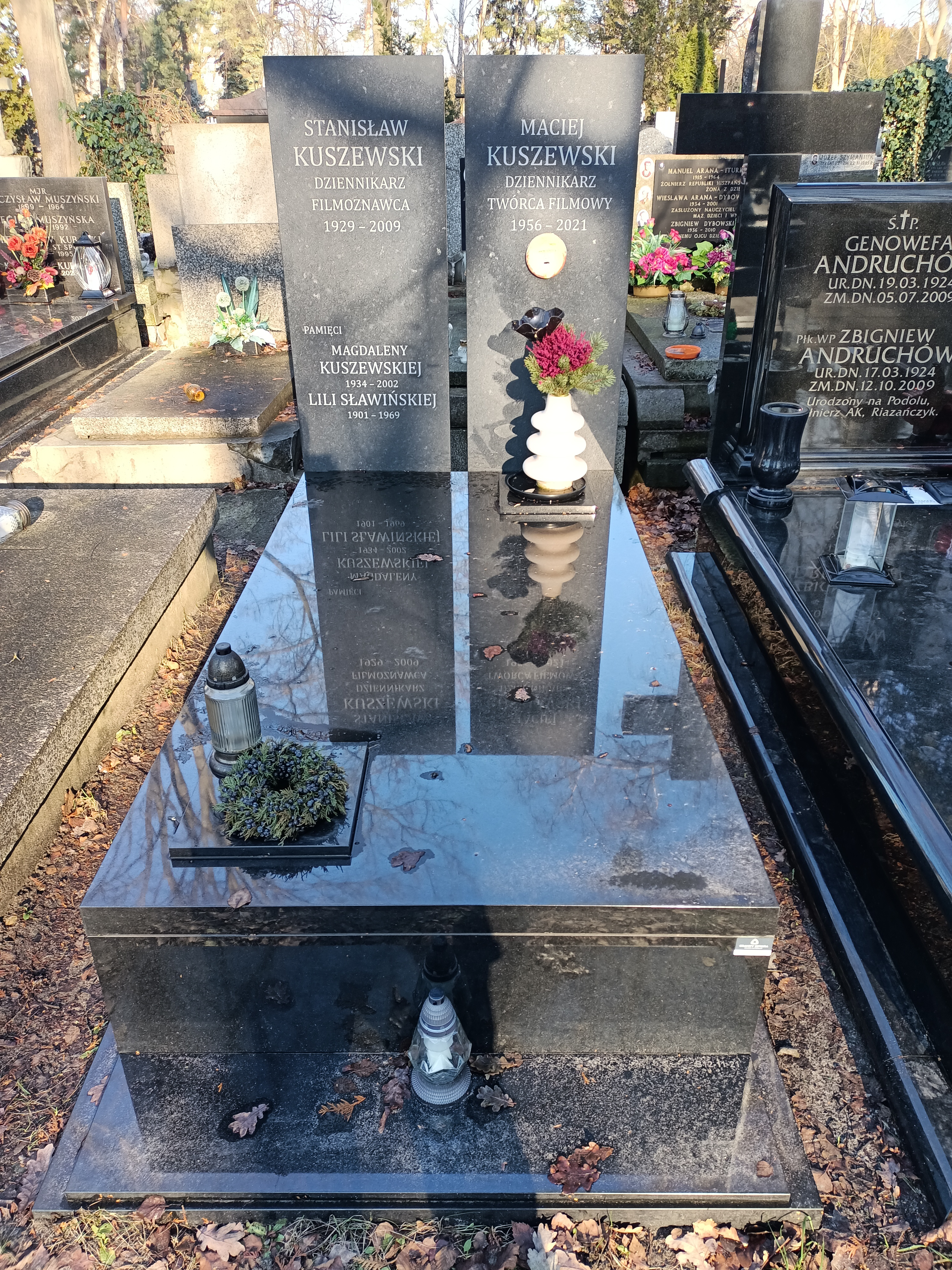
Grób Stanisława Kuszewskiego na Cmentarzu Wojskowym na Powązkach

Stanisław Kuszewski, ps. Stanisław Magdzin (ur. 21 stycznia 1929 w Kielcach, zm. 20 sierpnia 2009 w Warszawie) – dziennikarz, działacz PZPR, w latach 1973–1980 rektor PWSFTViT w Łodzi.

## Życiorys
W 1949 podjął studia na Wydziale Filologicznym Uniwersytetu Wrocławskiego, które ukończył w 1968. W latach 1952–1958 pracował we wrocławskiej „Gazecie Robotniczej” jako redaktor. W latach 1958–1961 był kierownikiem Wydziału Kultury Miejskiej Rady Narodowej we Wrocławiu, a następnie w okresie od 1961 do 1962 był redaktorem naczelnym dwutygodnika „Współczesność”. W 1962 został redaktorem naczelnym Naczelnej Redakcji Programów Artystycznych Telewizji Polskiej jednocześnie prowadząc magazyn kulturalny „Pegaz”. Następnie w latach 1969–1971 piastował funkcję kierownika artystycznego Zespołu Filmowego „Nike”. Od 1 października 1972 pracował w Państwowej Wyższej Szkole Filmowej, Telewizyjnej i Teatralnej im. Leona Schillera w Łodzi. 1 listopada tego samego roku został prorektorem pełniącym obowiązki rektora, a od 1 lutego 1973 był rektorem uczelni. Po protestach studentów stracił funkcję rektora w październiku 1980, formalnie pozostając pracownikiem uczelni do kwietnia 1982. Podczas pracy jako rektor w latach 1977–1978 jednocześnie był kierownikiem artystycznym Zespołu Filmowego „Profil”. W 1982 rozpoczął pracę w Wyższej Szkole Nauk Społecznych przy KC PZPR.
Został pochowany na Cmentarzu Wojskowym na Powązkach (kw. B12-11-21).

## Odznaczenia
- Krzyż Kawalerski Orderu Odrodzenia Polski (1964).
- Odznaka „Zasłużony Działacz Kultury” (1966).
- Medal 30-lecia Polski Ludowej (1974)[1].

## Nagrody
- Nagroda SDP im. Juliana Bruna dla młodych dziennikarzy (1954)[1].

## Filmografia

### Adaptacja
- „Ostatnie rozmowy” (1967).
- „Zaciemnienie w Gretley” (1973).

### Scenariusz
- „Sędzia Irvin” (1968).
- „Powrót do Itaki” (1968).
- „Noc w Klosteral” (1969).
- „Czarny Notes” (1971).

### Kierownictwo artystyczne
- „Twarz Anioła” (1971).